# پیش‌گزیده
پیش‌گُزیده، دیفالت یا پیش‌فَرض، در علوم کامپیوتر، به مقدار از پیش گزیده‌شدهٔ تنظیمات یک برنامه نرم‌افزاری، برنامه کامپیوتری یا دستگاه گفته می‌شود. به چنین تنظیمات خودکاری، به ویژه برای دستگاه‌های الکترونیکی، پیش‌گزیده یا دیفالت گفته می‌شود. کاربر می‌تواند این تنظیمات را به دلخواه خود تغییر داده و مقدار دیگری به جز مقدار پیش‌گزیده بگذارد.

## نمونه‌ها
برای نمونه، مرورگر وب پیش‌گزیده در بیشتر گوشی‌های اندروید، گوگل کروم و در گوشی‌های آیفون، سفاری است و موتور پیش‌گزیدهٔ جستجو در این گوشی‌ها، موتور جستجوی گوگل است.